# ريتاسكون
بلدية ريتاسكون (بالإسبانية: Retascón) هي بلدية تقع في مقاطعة سرقسطة التابعة لمنطقة أراغون شمال شرق إسبانيا.

## الديموغرافيا
بلغ عدد سكان بلدية ريتاسكون 76 نسمة عام 2011 (وفقاً للمعهد الوطني الإسباني للإحصاء).
| 76 | 77 | 88 | 95 | 95 | 84 | 76 |